# 1714

## Събития
- Ращатски мирен договор

## Родени
- 8 март – Карл Филип Емануел Бах, германски композитор

## Починали
- 14 февруари – Мария-Луиза Савойска, испанска кралица